# 長岡市立大島小学校
長岡市立大島小学校（ながおかしりつ おおじましょうがっこう）は、新潟県長岡市大島新町に所在する市立小学校。

## 概要
1878年に開校。全校生徒数677名（1年121名・2年136名・3年111名・4年109名・5年119名・6年81名、2008年度）。

## 沿革
- 1878年7月 - 日越村堺校附属本大島校開校。
- 1881年4月 - 才津校附属本大島校と改称。
- 1895年4月1日 - 深才村立大島校として独立。
- 1901年4月1日 - 深才村立大島尋常小学校と改称。
- 1924年4月1日 - 深才村立大島尋常高等小学校と改称。
- 1941年4月1日 - 深才村立大島国民学校と改称。
- 1947年4月1日 - 深才村立大島小学校と改称。
- 1948年4月1日 - 大島地区の長岡市への合併に伴い現校名に改称。
- 1954年5月1日 - 現在地に校舎一部竣工。
- 1955年10月1日 - 給食室竣工。
- 1956年11月20日 - 職員室・図書室竣工。
- 1960年12月10日 - 体育館竣工・校舎完成記念式典挙行。
- 1962年1月6日 - 児童数増加に伴い南校舎2教室増築。
- 1963年7月30日 - プール竣工記念式典挙行。
- 1972年3月18日 - 児童数増加に伴い3教室増築。
- 1973年9月28日 - 児童数増加に伴い3教室増築。
- 1977年10月9日 - 創立100周年記念・学校分離式典。
- 1978年4月1日 - 児童数増加に伴い希望が丘小学校が分離独立。
- 1981年3月 - 児童数増加に伴い6教室増築。
- 1982年6月26日 - 中校舎6教室全焼。
- 1983年6月1日 - 児童数増加・火災に伴い12教室竣工。
- 1990年4月1日 - 言語教室開設。
- 1992年3月17日 - 多目的室2・調理室竣工。
- 1993年3月23日 - 新管理棟竣工。
- 1994年3月16日 - 新体育館竣工。
- 1994年5月7日 - 校舎改築竣工記念式典挙行。
- 2000年9月 - 北校舎大規模改修。
- 2000年12月 - コンピュータ室開設。
- 2001年7月31日 - 大島小学校ホームページ開設。

- 2017年 - エレベーター導入[1]。

## 著名な出身者
- 川口尚紀（サッカー選手）